# Championnats d'Europe d'athlétisme en salle 2000
Navigation
Les 26e championnats d'Europe d'athlétisme en salle ont eu lieu du 25 au 27 février 2000 au Flanders Sports Arena de Gand, en Belgique. Vingt-huit épreuves sont disputés (14 masculines et 14 féminines), le Relais 4 × 400 mètres fait son entrée au programme.

## Résultats

### Hommes
| Épreuves              | Or                                                                           | Argent                                                                     | Bronze                                                                       |
| 60 m                  | Jason Gardener Royaume-Uni 6 s 49                                            | Geórgios Theodorídis Grèce 6 s 51                                          | Ángelos Pavlakákis Grèce 6 s 54                                              |
| 200 m                 | Christian Malcolm Royaume-Uni 20 s 54                                        | Patrick Stevens Belgique 20 s 70                                           | Julian Golding Royaume-Uni 21 s 05                                           |
| 400 m                 | Ilya Dzhivondov Bulgarie 46 s 63                                             | David Canal Espagne 46 s 85                                                | Marc Raquil France 47 s 28                                                   |
| 800 m                 | Yuriy Borzakovskiy Russie 1 min 47 s 92                                      | Nils Schumann Allemagne 1 min 48 s 41                                      | Balázs Korányi Hongrie 1 min 48 s 42                                         |
| 1 500 m               | José Redolat Espagne 3 min 40 s 51                                           | James Nolan Irlande 3 min 41 s 59                                          | Mehdi Baala France 3 min 42 s 27                                             |
| 3 000 m               | Mark Carroll Irlande 7 min 49 s 24                                           | Rui Silva Portugal 7 min 49 s 70                                           | John Mayock Royaume-Uni 7 min 49 s 97                                        |
| 60 mètres haies       | Stanislavs Olijars Lettonie 7 s 50                                           | Tony Jarrett Royaume-Uni 7 s 53                                            | Tomasz Ścigaczewski Pologne 7 s 56                                           |
| Relais 4 × 400 mètres | Tchéquie Jiří Mužík Jan Poděbradský Štěpán Tesařík Karel Bláha 3 min 06 s 10 | Allemagne Ingo Schultz Ruwen Faller Marco Krause Lars Figura 3 min 06 s 64 | Hongrie Péter Nyilasi Zétény Dombi Attila Kilvinger Tibor Bédi 3 min 09 s 35 |
| Saut en hauteur       | Vyacheslav Voronin Russie 2,34 m                                             | Martin Buss Allemagne 2,34 m                                               | Dragutin Topic Yougoslavie 2,34 m                                            |
| Saut à la perche      | Alexander Averbukh Israël 5,75 m                                             | Martin Eriksson Suède 5,70 m                                               | Rens Blom Pays-Bas 5,60 m                                                    |
| Saut en longueur      | Petar Dachev Bulgarie 8,26 m                                                 | Bogdan Tarus Roumanie 8,20 m                                               | Vitaliy Shkurlatov Russie 8,10 m                                             |
| Triple saut           | Charles Friedek Allemagne 17,28 m                                            | Rostislav Dimitrov Bulgarie 17,22 m                                        | Paolo Camossi Italie 17,05 m                                                 |
| Lancer du poids       | Timo Aaltonen Finlande 20,62 m                                               | Manuel Martinez Espagne 20,38 m                                            | Miroslav Menc Tchéquie 20,23 m                                               |
| Heptathlon            | Tomáš Dvořák Tchéquie 6 424 points                                           | Roman Šebrle Tchéquie 6 271 points                                         | Erki Nool Estonie 6 200 points                                               |

### Femmes
| Épreuves              | Or                                                                                     | Argent                                                                                | Bronze                                                                     |
| 60 m                  | Ekaterini Thanou Grèce 7 s 05                                                          | Petya Pendareva Bulgarie 7 s 11                                                       | Irina Pucha Ukraine 7 s 11                                                 |
| 200 m                 | Muriel Hurtis France 23 s 06                                                           | Alenka Bikar Slovénie 23 s 16                                                         | Yekaterina Leshchova Russie 23 s 20                                        |
| 400 m                 | Svetlana Pospelova Russie 51 s 66                                                      | Natalya Nazarova Russie 51 s 69                                                       | Helena Fuchsova Tchéquie 52 s 32                                           |
| 800 m                 | Stephanie Graf Autriche 1 min 59 s 70                                                  | Natalya Tsyganova Russie 2 min 00 s 17                                                | Sandra Stals Belgique 2 min 01 s 34                                        |
| 1 500 m               | Violeta Szekely Roumanie 4 min 12 s 82                                                 | Olga Kuznezova Russie 4 min 13 s 45                                                   | Yuliya Kosenkova Russie 4 min 13 s 60                                      |
| 3 000 m               | Gabriela Szabo Roumanie 8 min 42 s 06                                                  | Lidia Chojecka Pologne 8 min 42 s 42                                                  | Marta Dominguez Espagne 8 min 44 s 08                                      |
| 60 mètres haies       | Linda Ferga France 7 s 88                                                              | Patricia Girard France 7 s 98                                                         | Olena Krasovska Ukraine 8 s 03                                             |
| Relais 4 × 400 mètres | Russie Olesya Zykina Irina Rosikhina Yuliya Sotnikova Svetlana Pospelova 3 min 32 s 53 | Italie Francesca Carbone Carla Barbarino Patrizia Spuri Virna de Angeli 3 min 35 s 01 | Roumanie Georgeta Lazăr Otilia Ruicu Anca Safta Alina Râpanu 3 min 36 s 28 |
| Saut en hauteur       | Kajsa Bergqvist Suède 2,00 m                                                           | Zuzana Hlavanova Tchéquie 1,98 m                                                      | Olga Kaliturina Russie 1,96 m                                              |
| Saut à la perche      | Pavla Hamackova Tchéquie 4,40 m                                                        | Christine Adams Allemagne 4,35 m                                                      | Yelena Belyakova Russie 4,35 m                                             |
| Saut en longueur      | Erica Johansson Suède 6,89 m                                                           | Heike Drechsler Allemagne 6,86 m                                                      | Iva Prandzheva Bulgarie 6,80 m                                             |
| Triple saut           | Tatyana Lebedeva Russie 14,68 m                                                        | Cristina Nicolau Roumanie 14,63 m                                                     | Iva Prandzheva Bulgarie 14,63 m                                            |
| Lancer du poids       | Larissa Pelechenko Russie 20,15 m                                                      | Nadine Kleinert-Schmitt Allemagne 19,23 m                                             | Astrid Kumbernuss Allemagne 19,12 m                                        |
| Pentathlon            | Karin Ertl Allemagne 4 671 points                                                      | Irina Vostrikova Russie 4 615 points                                                  | Urszula Wlodarczyk Pologne 4 590 points                                    |

## Tableau des médailles
| Rang | Nation      | Or | Argent | Bronze | Total |
| ---- | ----------- | -- | ------ | ------ | ----- |
| 1    | Russie      | 5  | 4      | 4      | 13    |
| 2    | Tchéquie    | 3  | 2      | 1      | 6     |
| 3    | Allemagne   | 2  | 5      | 1      | 8     |
| 4    | Bulgarie    | 2  | 2      | 2      | 6     |
| 5    | Roumanie    | 2  | 2      | 1      | 5     |
| 6    | France      | 2  | 1      | 2      | 5     |
| 7    | Royaume-Uni | 2  | 1      | 2      | 5     |
| 8    | Suède       | 2  | 1      | 0      | 3     |
| 9    | Espagne     | 1  | 2      | 1      | 4     |
| 10   | Grèce       | 1  | 1      | 1      | 3     |
| 11   | Irlande     | 1  | 1      | 0      | 2     |
| 12   | Lettonie    | 1  | 0      | 0      | 1     |
| 13   | Israël      | 1  | 0      | 0      | 1     |
| 14   | Autriche    | 1  | 0      | 0      | 1     |
| 15   | Finlande    | 1  | 0      | 0      | 1     |
| 16   | Pologne     | 0  | 1      | 2      | 3     |
| 17   | Italie      | 0  | 1      | 1      | 2     |
| 18   | Belgique    | 0  | 1      | 1      | 2     |
| 19   | Portugal    | 0  | 1      | 0      | 1     |
| 20   | Slovénie    | 0  | 1      | 0      | 1     |
| 21   | Hongrie     | 0  | 0      | 2      | 2     |
| 22   | Ukraine     | 0  | 0      | 2      | 2     |
| 23   | Estonie     | 0  | 0      | 1      | 1     |
| 24   | Pays-Bas    | 0  | 0      | 1      | 1     |
| 25   | Yougoslavie | 0  | 0      | 1      | 1     |